# Sebastes umbrosus
Sebastes umbrosus är en fiskart som först beskrevs av David Starr Jordan och Charles Henry Gilbert 1882.  Sebastes umbrosus ingår i släktet Sebastes och familjen kungsfiskar. Inga underarter finns listade i Catalogue of Life.